# Карот Ривер (Саскачеван)
Карот Ривер (енгл. Carrot River) је урбано насеље са статусом варошице у источном делу централног Саскачевана у Канади. Насеље се налази око 30 km југоисточно од варошице Нипавин на раскрсници магистралних друмова 789 и 23.
Насеље, а и оближња истоимена река, је добило име по дивљим шаргарепама које су први досељеници затекли у овом подручју. Занимљиво је да су први досељеници у реци пронашли бројне алигаторе који су услед људске активности у потпуности нестали из реке за мање од десет година. 
Недалеко од насеља, на територији парка Паскоја откривен је фосил морског крокодила који је живео у периоду креде пре око 92 милиона година и представља један од тек 4 оваква фосилна остатка пронађена на територији целе Северне Америке. Фосил који је добио назив Биг Берт (Велики Берт) је симбол самог насеља.

## Историја
Прво насеље на десној обали реке Карот основано је 1911. године у мочварном подручју обраслом густом шумом. Насеље је егзистирало као мала фармерска заједница све до 1931. када је повезано железницом са остатком провинције. Услед повећања броја становника насеље 1941. добија административни статус села, а 1948. и варошице. 
На реци Саскачеван, на око 50 km северније од насеља 1963. је саграђена велика хидроелектрана и формирано велико вештачко језеро Тобин. 

## Демографија
Према резултатима пописа становништва из 2011. у варошици је живело 1.000 становника у 462 домаћинства, што је за 6,3% више у односу на 941 житеља колико је регистровано приликом пописа 2006. године.
| 2001. | 2006. | 2011. |
| ----- | ----- | ----- |
| 1.017 | 941   | 1.000 |

## Привреда
Најважније привредне делатности у варошици и њеној околини је пољопривреда и шумарство. Развијено је сточарство (говеда, овце, свиње) и ратарство (житарице и уљарице). Карот Ривер је познат и по производњи квалитетног меда. Развијена је и сеча и обрада дрвета те експлоатација тресета.